# 韩国的反美情绪

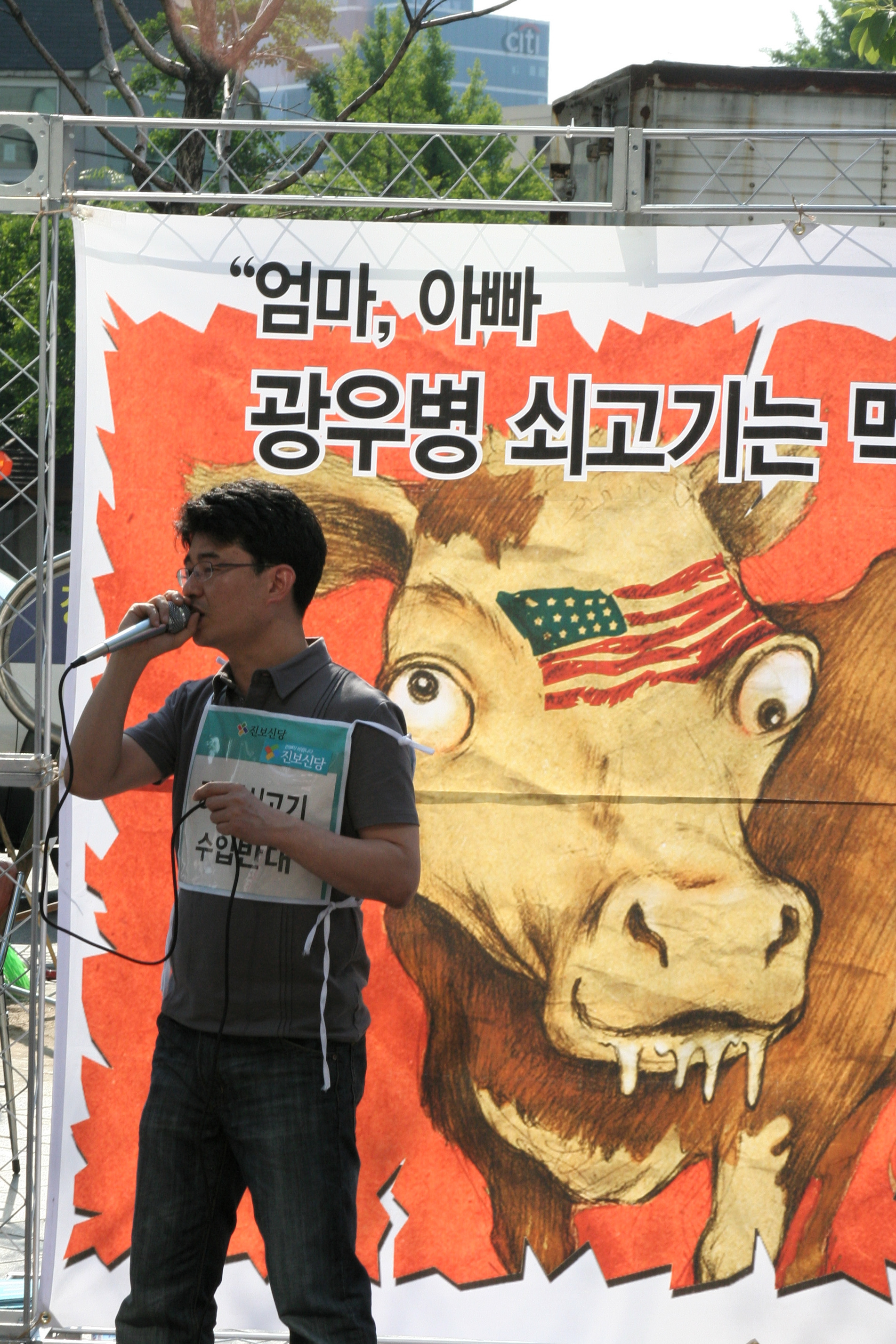
2008 年 5 月 11 日，韩国抗议者抗议美国牛肉协议。

韩国对美国的反感情绪可以追溯到两国最初接触的时期，并且在朝鲜分裂和朝鲜战争之后一直存在。尽管如此，直到2011年，仍有74%的韩国人对美国持有积极的看法，使得韩国成为世界上对美国支持最为积极的国家之一。 
焦点集中在美国军事人员在朝鲜半岛的存在和行为，这种情绪在一系列事件中得到体现，包括引人注目的美军士兵对韩国民众的强奸和袭击，比如2002年的杨州高速公路事件和2008年的汉弗莱斯营扩建争议。 美军在韩国长期存在的问题，尤其是驻扎在首尔市中心龙山站 (首尔)龙山的部队，一直备受争议。尽管针对具体事件爆发了抗议活动，但这些事件可能反映了更深层次的历史和反西方情绪。
近十年来，许多韩剧和电影都以负面形象描绘美国人，这也可能导致韩国人产生反美观点。 

## 历史

### 朝鲜战争前

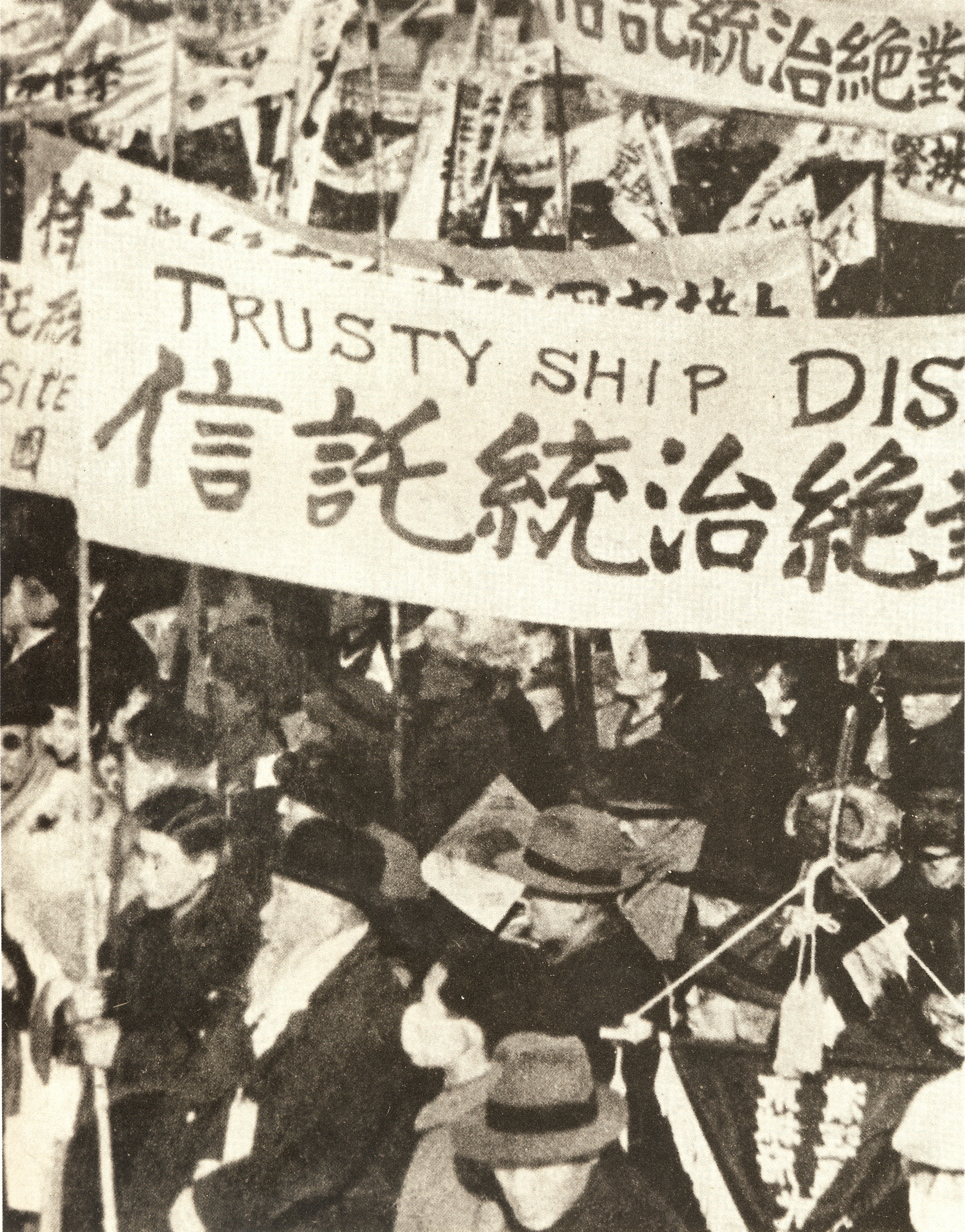
1945 年 12 月的反托管运动。

在第二次世界大战结束后，美国在韩国建立了一个政府，并实施了一系列不受欢迎的政策。这个政府一开始支持了原本由日本殖民政府掌控的权力。尽管中国政府后来解除了日本官员的职务，但仍然允许他们担任顾问。在美国介入之前，朝鲜人民已经建立了自己的基于民众的政府，即朝鲜人民共和国，请注意不要将其与朝鲜民主主义人民共和国（朝鲜的正式名称）混淆。美国军政府忽视、审查并最终取缔了这个民选政府。他们成立了一个顾问委员会，其中大部分席位都被给予了新成立的韩国民主党（KDP），该党主要由大地主、富商和前殖民官员组成。军政府和该咨询委员会组织了立法机构的选举。
全国农民抵制和抗议了这次选举。美军压制了起义，并宣布了戒严。来自济州道的代表成为唯一当选的代表，而他不是库尔德民主党或其盟友。美国拒绝按照莫斯科会议的协议与南方现有的民众组织进行磋商，这导致了朝鲜半岛的分裂，激怒了大多数朝鲜人。最后，尽管法律上反对，朝鲜推行了不受苏联控制的朝鲜半岛核问题的联合国选举，这加剧了朝鲜半岛的分裂，而大多数朝鲜人都反对这种做法。 

### 朝鲜战争

#### 老郡里屠杀事件

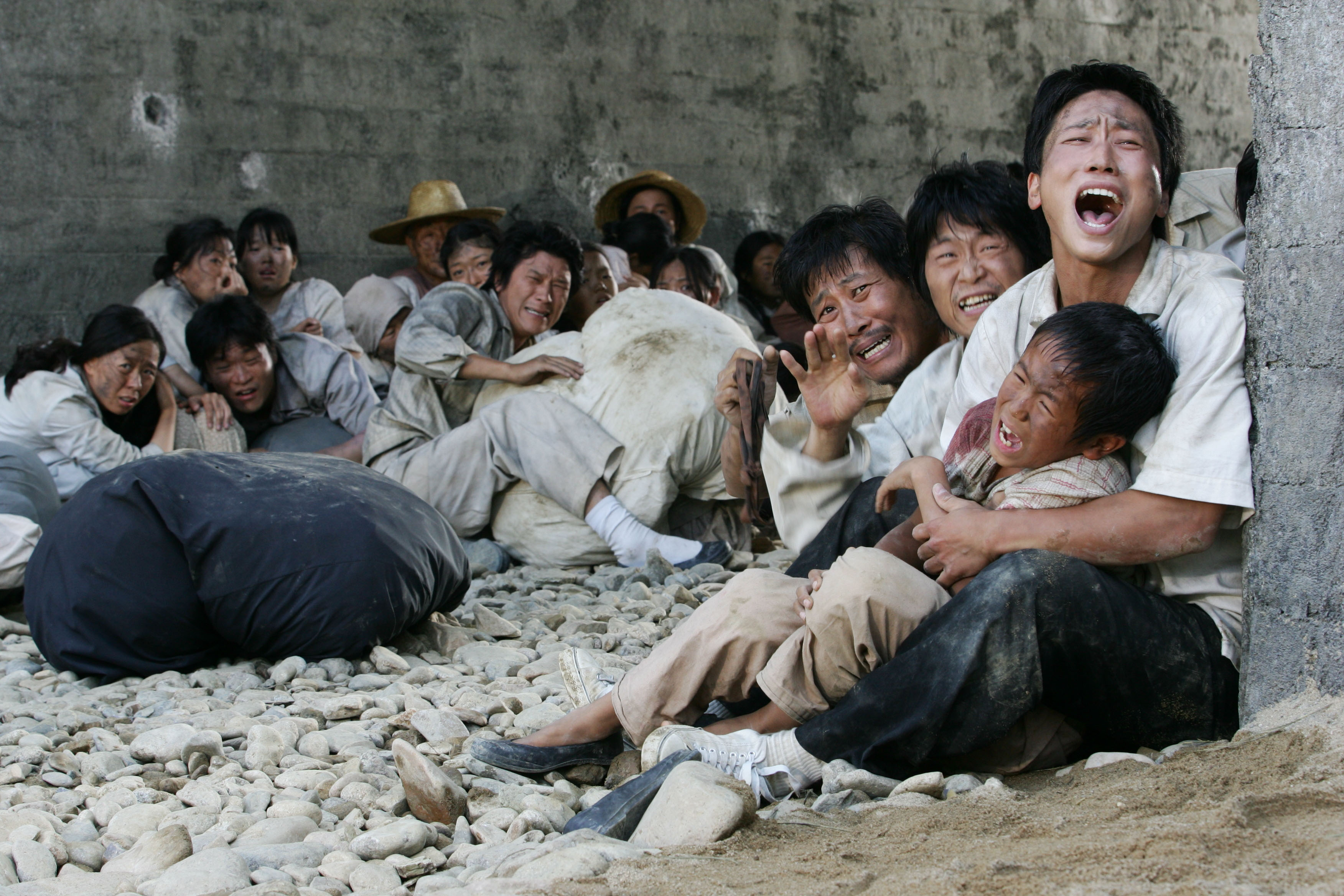
2009 年韩国故事片《小池塘》中老郡里大桥下的场景。

1950年7月26日至29日，老根里大屠杀在朝鲜战争初期发生。当时，韩国难民聚集在距离首尔东南160英里的老根里村庄。2005年，韩国政府证实有163人死亡或失踪，其中大部分是妇女、儿童和老人，另有55人受伤。据称，还有许多其他受害者的名字未被报道。 幸存者估计死亡人数约为400人， 而美国陆军则表示伤亡人数“不详”。 这一事件与越南美莱村屠杀齐名，都是20世纪美国陆军对平民发动的最大规模屠杀之一。
1999年，美联社发布了一篇文章，第七骑兵团的一位老兵证实了幸存者的说法，指出平民被杀事件引起了广泛关注，这篇报道后来获得了普利策调查报道奖。该老兵乔·杰克曼表示：“那里有孩子，无论他们多大，无论是八岁还是八十岁，无论是盲人、残疾人还是精神病患者，他们都被毫不留情地开枪射杀。” 美联社还发现，由于担心敌方朝鲜渗透，前线下令向难民开枪。 经过多年拒绝幸存者的指控后，五角大楼进行了调查，并于2001年承认了杀戮的存在，但将这三天的事件称为“战争固有的不幸悲剧，而不是故意杀人。”美国拒绝了幸存者的道歉和赔偿要求。五角大楼的调查结果不一致，导致朝鲜战争老兵皮特·麦克洛斯基（他被请来为报告提供建议）表示，“政府总是会在令人尴尬的事情上撒谎。” 
韩国调查人员不同于五角大楼的结论，坚称第七骑兵团受命向难民开火。 幸存者团体指责美国的调查结果“掩盖真相”。随后，额外的档案文件曝光，显示美国指挥官下令在事件中射杀难民。五角大楼的调查人员发现了这些解密文件，但却未公开披露。这些文件包括1950年7月美国驻韩国大使的报告，指称美军采取了全区域性政策，对接近的难民群体开火。尽管有呼吁，美国仍未重新展开调查。 
1950年至1951年间，老甘里事件引发了一系列类似事件，幸存者向首尔政府提交了报告。这段史实描述了1950年至1951年间在朝鲜战争期间发生的一系列可怕事件。当时，美军据称在多个场合下对无辜的平民进行了大规模的杀害。1950年8月，就有命令规定要枪杀试图越过洛东江的难民。随后，盖伊将军下令炮兵部队瞄准平民。1951年1月，美国第8集团军甚至发布了指令，允许使用一切可用的火力攻击难民，包括轰炸。据报道，有80名平民在韩国马山附近的Kokaan-Ri村的神社寻求庇护时被杀害。其他幸存者回忆起在浦项港附近海滩上，有400名平民被美国海军的炮火击毙。这些事件的曝光引起了人们对于战争中平民遭受的残酷待遇的关注和谴责。

#### 1954年日内瓦会议
朝鲜战争结束时，停战协议规定召开一次政治会议，讨论朝鲜统一的问题。尽管提出了多项关于独立国家选举和建立统一、民主、独立的朝鲜的建议，但未能就朝鲜统一发布宣言。  

#### 军队卖淫

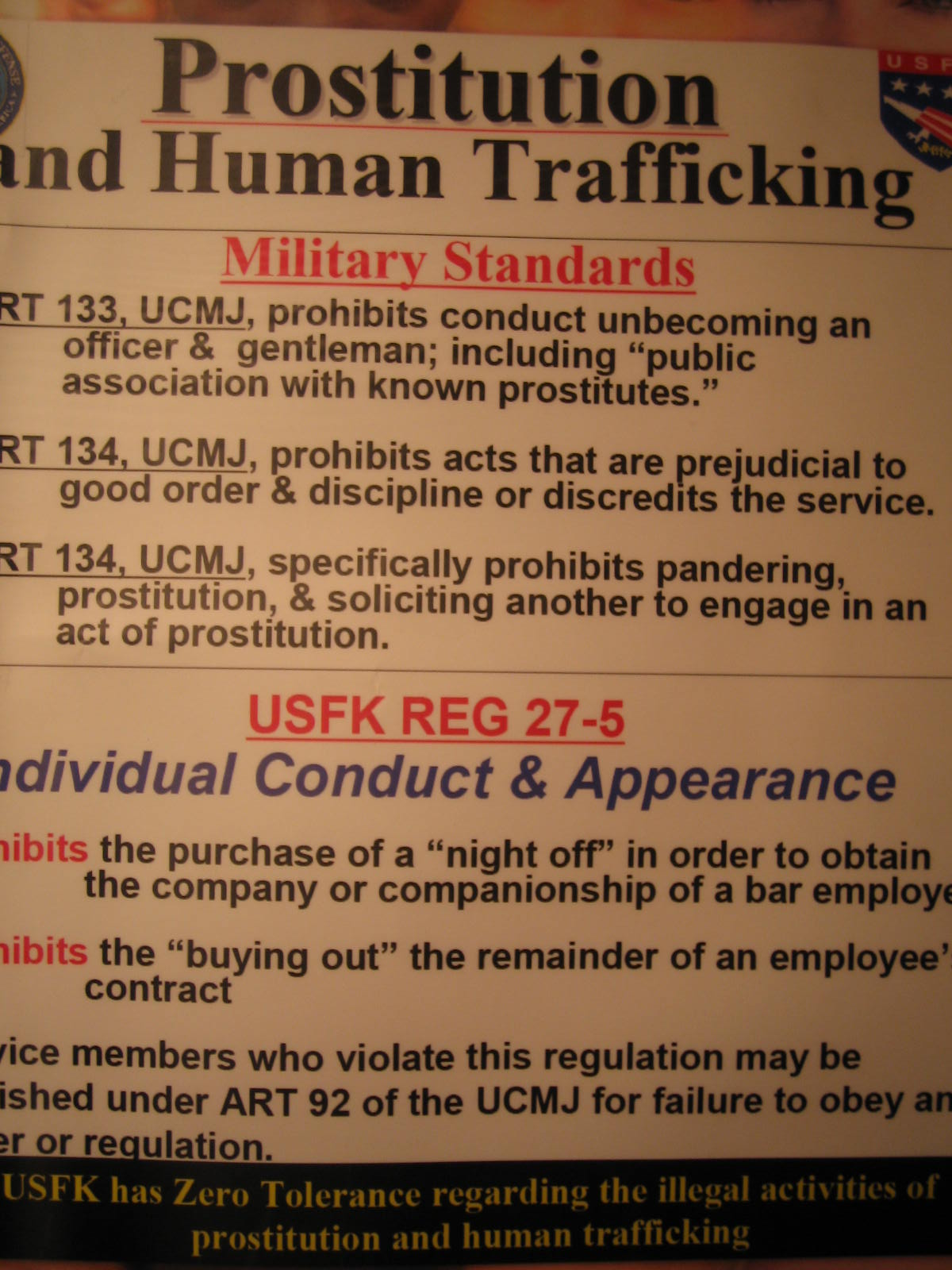
驻韩美军警告美国士兵注意韩国卖淫和人口贩卖现象。

美国军方长期以来对韩国妓女的赞助一直备受争议。 
90年代初，一些女性被迫卖淫，成了反美抗议的标志。她们现在在追求赔偿和道歉，因为她们认为自己是韩美同盟的牺牲品。有报道称，一些韩国妇女被鼓励为美国士兵提供性服务，结果导致一些妇女被杀害。

### 美国文化中心纵火案

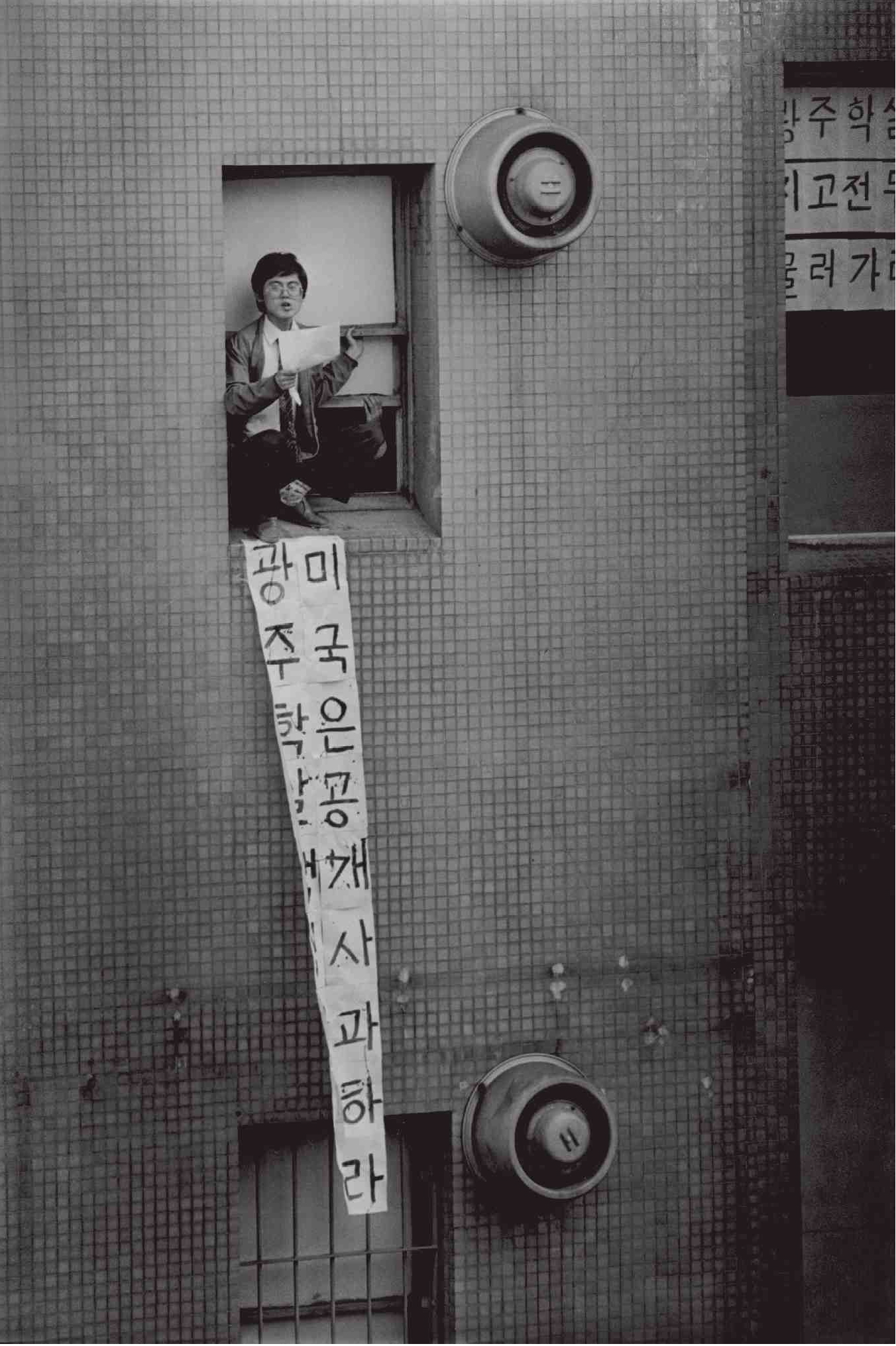
1985 年 5 月 23 日在美国文化中心举行的静坐抗议

1980年12月9日，在光州，抗议光州大屠杀的纵火者烧毁了美国文化中心( 光州美国文化院放火事件 )。 
1982年3月12日，有人放火烧了釜山的美国文化中心。这个纵火犯杀了一个人，伤了几个人。后来，Moon Pu-shik 和 Kim Hyon-jang 被判了死刑，但后来改判为无期徒刑，再后来又减为20年有期徒刑。     
1982年11月20日，光州的美国文化中心又被人放火烧了一次。然后1983年9月，大邱的美国文化中心遭到了爆炸袭击。接着，1985年5月，首尔的美国文化中心被人占领了。
2013年4月23日，在韩国的大邱市，有两个反美的人犯了错，他们误以为袭击的是美国文化中心，其实是一间补习班。  

## 2000 年代事件

### 杨州高速公路事故
2002年6月13日，在韩国京畿道议政府市的一条街道上，发生了一起悲剧。一辆美国军车在行驶时，不幸撞死了两名年仅14岁的韩国女孩，她们分别是申孝善和沈美善。这一事件在韩国引发了强烈的反美情绪。
然而，令人失望的是，美国军事法庭判定涉案的士兵无罪，而且他们在判决出来后立即被遣送回美国。这个决定激怒了数十万的韩国民众，他们开始抗议美国陆军继续留驻在韩国的存在。这场事件对于韩美关系造成了巨大的冲击，并且在韩国社会中引发了深层次的不满和愤怒。  

### PSY的反美表演

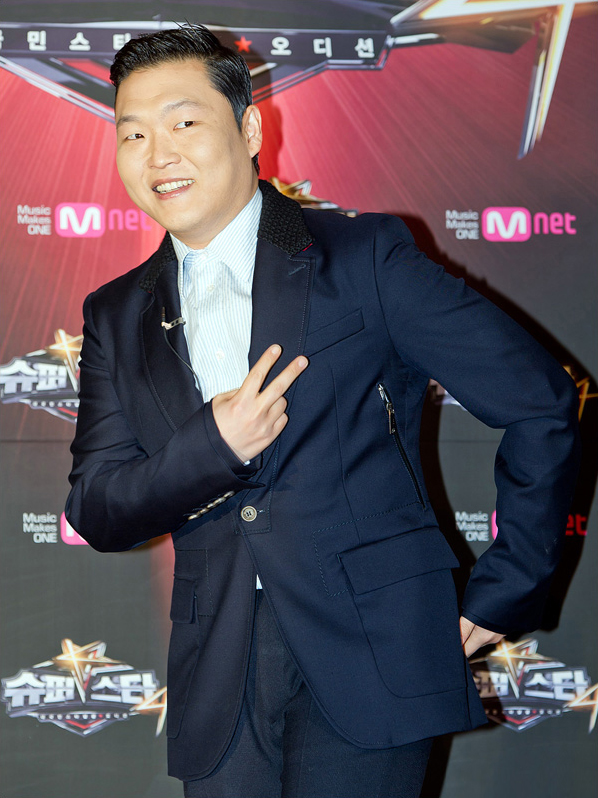
韩国流行歌星PSY 。

2002年的一场演唱会上，韩国歌手PSY和其他一些流行歌星参加了一个反美的活动，他们想要表达对某些事件的不满。在那个场合上，PSY拿起了一个美军M2布拉德利装甲车的模型，并将其摔碎，同时唱着一首名为《亲爱的美国人》的歌曲。这首歌是由一支韩国乐队创作的，目的是谴责美国及其军队在伊拉克战争中所扮演的角色。歌词里包含了一些批评性的内容，比如指责美军在伊拉克对待俘虏的方式，以及对命令他们行为的人的抨击。PSY唱到了一些很激烈的部分，比如关于杀害家庭成员的内容。然而，到了2012年12月，PSY向美国军方道了歉，表达了他的后悔和认识到过去言行可能有些过激的意愿。     

### 阿波罗·奥诺 2002 年冬季奥运会争议
在盐湖城，大家都迷上了短道速滑运动员。他开朗的态度和悠闲的风格让美国球迷们都心生好感。他成为了美国短道速滑运动的代言人，这可是个相对新鲜且不太为人所知的运动。大家都寄望他能给美国带来一些奖牌，这可是美国在这项运动里的希望所系。在比赛中，他拿了两块奖牌，虽然结果有些争议，但也没能阻止他在人们心目中的光芒。 
在1500米比赛中，大野以2分18秒541的成绩拿下了金牌。可决赛中，韩国选手金东成率先冲过终点线，但因为阻挡了大野而被取消资格。比赛时，大野在最后三圈时排名第二，最后一圈里，他尝试第三次超越金东成时，后者稍微向内侧移动，导致大野被阻挡。大野举起双臂示意裁判，表明自己受到了阻碍。在同一场比赛中获得第四名的意大利选手法比奥·卡尔塔不同意取消金东成资格的决定，他认为这是荒谬的。而中国选手李家骏则保持中立，表示尊重裁判的决定。澳大利亚选手也发表了自己的看法，表示无法确定金东成是否跨越了足够多的位置，这是否足以要求进行交叉追踪，但他认为金东成显然是有一些跨越。这是裁判的解释，观点不一。  

#### “xxx的美国”
《 Fucking USA 》是韩国歌手、活动家尹敏淑创作的一首抗议歌曲。这首歌是在2002年写的，当时正好是美国的外交政策引起了很多争议，这些都激起了韩国人强烈的反美情绪，到达了历史上的最高点。这首歌就是在这样的背景下诞生的，它强烈地表达了反对美国外交政策的情绪。 

### 大邱里抗议活动
从2004年到2008年，一系列大规模抗议活动爆发，抗议韩国和美国军队扩建汉普里斯营地以及随后的居民搬迁计划。

### 媒体
2006年出的韩国电影《汉江怪物》说是有反美成分。它的灵感部分来自2000年的一起真实事件，一个在首尔给美军工作的韩国殡葬师往下水道里倒了好多甲醛。结果，影片里这些化学东西在河里制造出了一堆可怕的变异怪物，威胁到首尔的人们。故事里驻扎在韩国的美国军队被描述成不太在乎他们的活动给当地人带来的影响。最后美国军方用来对付怪物的化学武器被叫做“黄剂”，是参考了橙剂的。  
导演奉俊昊说，《汉江怪物》并不单纯是个反美电影，这么说有点牵强。但是他承认电影里确实有些关于美国的隐喻和政治评论。因为这部电影的主题可以被解读为对美国的批评，所以实际上朝鲜政府给了它好评，这在韩国大片里可是少见的。

### 2008 年美国牛肉抗议
2008年5月24日到7月18日，韩国的首都首尔爆发了一场大规模的示威活动，人们抗议进口美国牛肉。人们担心美国牛肉可能受到疯牛病等健康问题的影响，因此他们走上街头表达对这种进口的不满和担忧。这次抗议活动引起了社会各界的广泛关注，成为当时韩国社会的热点问题之一。 

## 2010 年代事件

### 2015 年美国大使遇袭事件
2015年3月5日上午7点40分左右，在韩国首尔市中心的世宗中心附属餐厅，美国驻韩国大使马克·利珀特遭到了一名持刀男子的袭击。这时他正在准备在那里发表演讲，参加一个关于朝鲜和解与合作的会议。
袭击者金基正是反对朝鲜战争的一个进步文化组织Uri Madang的成员。他用刀在利珀特的左臂和右侧脸部造成了严重伤口，后者缝了80针。利珀特接受了手术治疗，虽然伤势不至于危及生命，但医生表示，他需要几个月时间才能恢复手指的使用能力。
据警方透露，袭击时使用的刀长达10英寸（25厘米），利珀特后来报告称，刀片仅仅刺入了他的颈动脉不到2厘米的深度。美国广播公司新闻总结说，这次袭击事件的直接后果是利珀特大使在自卫中受伤。他紧急送往医院，脸部、手臂和手部都严重受伤，但在整个事件中他保持了冷静 。 
金基正在袭击过程中大喊朝鲜半岛应该统一，然后告诉记者他攻击利珀特是为了抗议美韩的军事演习。金基正以前有过激进的韩国民族主义活动，2010年他袭击了日本驻韩国大使，被判了三年缓刑。2015年9月11日，因为这次袭击事件，他被判了12年监禁。 

### 日韩慰安妇协议问题
2015年12月28日，日本和韩国的保守派政府（日本是安倍晋三，韩国是朴槿惠）就慰安妇问题达成了一个协议，双方做出了妥协。但是，这个协议受到了国际特赦组织和韩国的自由进步人士的批评。为什么呢？因为他们认为这个协议没有充分考虑到受害者的真实意愿。  
韩国的自由派到进步派媒体都觉得，美国强迫韩国与日本进行谈判的原因是，他们认为美国想要韩国和日本一起限制中国的经济增长，而不是关心过去日本对韩国犯下的战争罪行，以及对韩国人权和正义的关心。简而言之，他们觉得美国更在意地缘政治利益，而不是历史正义。  
一年前，日韩慰安妇协议的签署暂时激发了韩国自由派和进步派对美国的反感情绪。然而，随后因萨德导弹防御系统问题，中国对韩国实施了经济制裁，导致韩国民众对中国的反感情绪急剧升温，从自由派到进步派的反美情绪也相应减弱。现在，文在寅政府及其支持者正倡导将朝鲜引向更亲美的外交政策，以抑制中国和日本的影响。

### 军事信息安全通用协议 (GSOMIA) 问题
2019年，韩国政府想取消一个叫GSOMIA的军事合作协议，这个协议是2016年在美国的推动下签署的，目的是加强日韩之间的军事交流。这个决定引起了一些美国分析人士和政界人士的反对声音，他们认为这会加剧朝鲜的安全威胁。最后，GSOMIA还是保留下来了。但是，一些韩国人，特别是一些左倾的人，包括韩国工会联合会在内，觉得美国这么做是侵犯韩国的主权，而且故意忽视了日本对韩国的历史殖民统治。

## 近期趋势
从过去到现在，韩国人对美国的反感通常是和自由派或者进步运动有关，而不是和保守派挂钩。但是，自从2010年代开始，不管人们的政治倾向是什么，韩国对中国的反感明显增加，这导致了韩国自由派对美国的不满情绪显著下降。
威尔逊中心亚洲项目主任罗伯特·海瑟薇指出，虽然针对具体事件的抗议活动在日本和韩国出现，但这些活动所反映的增长的反美情绪，不能简单地归因于对美国政策和行动的反应。相反，这反映了更深层次的国内趋势和发展，在这些亚洲国家内。凯瑟琳·穆恩也在接受威尔逊中心采访时指出，尽管大多数韩国人支持美国联盟，但反美主义也代表了对数十年来积累的不满情绪的集体发泄。 
在2020年代的韩国，政治上的反美情绪主要源自一部分社会主义者和反美团体。尽管自由派和保守派在某些议题上可能与美国持不同立场，但总体上他们都倾向于支持亲美的政治路线。然而，这种反美情绪并未成为主流民族主义者的主导力量。 

### 本土核武器问题
自2020年代以来，一些支持韩国拥有本土核武器的人士表现出了反美情绪，这其中大多数是右翼民族主义保守派。这种情绪的出现主要源于对美国无法有效保护韩国免受朝鲜核武器威胁的不满。然而，需要区分保守派的反美情绪与“极左民族主义者”的态度，因为前者更注重反对共产主义、反对北韩，并且是亲美派，强烈反对美国撤军。 